# Cicurina suttoni
Cicurina suttoni là một loài nhện trong họ Dictynidae.
Loài này thuộc chi Cicurina. Cicurina suttoni được Willis J. Gertsch miêu tả năm 1992.